# Nils Röller
Nils Röller (* 1. August 1966 in Wilhelmshaven) ist ein deutscher Philosoph, Medienwissenschaftler und Kulturtheoretiker.

## Leben
Röller studierte Philosophie, Romanistik und Medienwissenschaft an der Freien Universität Berlin sowie an der Technischen Universität Berlin und promovierte 2001 an der Bauhaus-Universität Weimar.
Seit 2008 ist er Professor für Kultur- und Medientheorie im Bachelor Kunst & Medien der Zürcher Hochschule der Künste. Zu seinen Forschungsschwerpunkten gehören Erkenntnis- und Kulturtheorie mit dem Fokus auf das Verhältnis von Instrument, Medialität und Wahrnehmung.
Gemeinsam mit Barbara Ellmerer und Yves Netzhammer ist er seit 2006 Herausgeber und Autor des Journal für Kunst, Sex und Mathematik. 2014 erhielt Röller den Schillerpreis der Zürcher Kantonalbank für die experimentelle literarische Arbeit Roth der Grosse.
Röller lebt in Zürich.

## Schriften
- Aus dem Italienischen und mit einem Nachwort: Massimo Cacciari, Ikonen des Gesetzes. Fink, Paderborn 2018.
- Bittermeer: Mare amoroso. Klever, Wien 2017.
- Mit Barbara Ellmerer und Yves Netzhammer: Über Kräfte. Eine Untersuchung des Journals für Kunst, Sex und Mathematik. Merve, Berlin 2014.
- Roth der Grosse. Klever, Wien 2013.
- Empfindungskörper – International Flusser Lecture. Verlag der Buchhandlung Walther König, Köln 2012.
- Magnetismus – Eine Geschichte der Orientierung. Fink, München 2010.[4]
- Ahabs Steuer – Navigationen zwischen Kunst und Naturwissenschaft. Merve, Berlin 2005.
- Medientheorie im epistemischen Übergang – Hermann Weyls Philosophie der Mathematik und Naturwissenschaft und Ernst Cassirers Philosophie der symbolischen Formen im Wechselverhältnis. Dissertation. Verlag und Datenbank für Geisteswissenschaft, Weimar 2002.
- Herausgeberschaft, zusammen mit Barbara Ellmerer, Yves Netzhammer: Journal für Kunst, Sex und Mathematik. Zürich, 2006.
- Towards Cuzco. on1.zkm.de/zkm/stories/storyReader$3025, 2003
- SMS macht Liebe. 2002.[5]